# Воронин, Николай Михайлович
Никола́й Миха́йлович Воро́нин (4 декабря 1885 — не ранее апрель 1942) — российский революционер.

## Биография
Родился в 1885 году, в селе Сущево Ростовского уезда Ярославской губернии. Отец был малоземельным крестьянином. Николай окончил три класса сельской школы, и некоторое время учился на медицинском отделении в Ярославском Демидовском лицее. После ухода из лицея был учеником в разных магазинах Санкт-Петербурга. Затем работал чернорабочим на заводе в Ярославле. В 1905 году был членом кружка эсеров, а в 1907 году вступил в партию эсеров-максималистов. Был причастен к покушению на ярославского губернатора, после чего бежал на Донбасс. Там же работал в железнодорожных мастерских, проводил агитационную деятельность среди рабочих, за что в 1910 году был арестован и сослан в Енисейскую губернию.
Член ВКП(б) с 1917 по 1929 год. В апреле 1917 года вернулся из ссылки в Петроград. Работал оптиком-шлифовальщиком и подручным слесаря на Петроградском оптическом заводе. В июле того же года назначен членом заводского совета, а в октябре стал его председателем. Занимался организацией красных отрядов, затем назначен комиссаром в Государственный банк. В феврале 1918 года занимался формированием рабочих отрядов и отправлял их на фронт против немцев. Организовывал военные трибуналы на Юге России. С апреля по сентябрь 1918 года был заведующим юстиций Воронежского губисполкома, был членом губкома и губисполкома партии. В сентябре того же года мобилизован в ряды РККА. Находясь на должности комиссара Острожской бригады 8-й армии получил ранение в ногу и попал в госпиталь. После выздоровления был председателем ревтрибунала 8-й, а затем 13-й армии. В июне 1919 года избран членом Реввоенсовета 14-й армии, а сентябре того года, в боях под Курском, был контужен и временно получил потерю памяти. После выписки из госпиталя, в октябре 1919 года назначен членом Революционного военного трибунала в РВС Республики. С сентября 1920 года по май 1921 года был членом Реввоенсовета 1-й армии, а также входил в состав Закаспийского облисполкома. В июне 1921 года и до конца октября 1922 года был членом Реввоенсовета Туркестанского фронта, принимал участие в разгроме остатков отряда атамана Дутова. Также участвовал в экспедиции по уничтожению отряда генерала Бакича. После, в ноябре 1922 года избран членом Реввоенсовета Петроградского военного округа. С августа 1923 года находился в числе военных иностранного отдела ОГПУ, который нелегально был отправлен в Германии, где занимался подготовкой местных отрядов компартии к перевороту. Восстание провалилось, и Воронин вернулся в Петроград. Занимал контрольно-политическую должность в Ленинграде, а после был военно-политическим советником в Пекине. В октябре 1925 года отозван в Москву и отправлен в «долгосрочный отпуск». За «попустительство к растратам его [Воронина] подчиненного — военного комиссара штаба ЛенВО тов. Беляева, использовании своего служебного положение в личных целях и другие некоммунистические поступки» Воронину был вынесен строгий выговор и запрет на занятие ответственных должностей в советском и партийном аппарате в течение двух лет. В 1926 году был заведующим учётно-статистическим отделением налогового подотдела Ленинградского губфинотдела.
В октябре 1927 года «за обман партии, выразившийся в сокрытии своего прошлого, за присвоение себе революционного и партийного стажа, за авантюру и использование служебного положении» Воронин был исключён из рядов ВКП(б). До 1929 года занимал должности заместителя в различных отделах. В 1930 года был осуждён коллегией ОГПУ на 10 лет. В 1934 года находился на должностях в органах Главного управления лагерей, а именно был начальником лагерного пункта № 5 отделения Свирлага. В том же году назначен на должность помощника Воркутинского отделения Ухто—Печерского ИТЛ НКВД. На этой должности пробыл до 1940 года, после вернулся в Ленинград. Пережил блокаду и голод зимы 1941—1942 года, а в апреле был направлен на работы в Волховский район. Дальнейшая его судьба неизвестна.

## Награды
- Два ордена Красного Знамени (1922, 1924)
- Орден Красной Звезды Бухарской НСР 1 степени (17.08.1922)